# Sent Sebastian (Gard)
Sent Sebastian d'Agrifuèlh (en francès Saint-Sébastien-d'Aigrefeuille) és un municipi francès situat al departament del Gard i a la regió d'Occitània.